# Попов-Ильин, Борис Петрович

Лауреаты Государственной премии СССР 1970 года за создание протеза предплечья с биоэлектрическим управлением. Слева направо: кандидат медицинских наук Л. В. Воскобойникова, инженер Я. С. Сысин, доктор медицинских наук Б. П. Попов-Ильин и кандидат технических наук Я. С. Якобсон.

Борис Петрович Попов-Ильин (1899—1980) — директор ЦНИИ протезирования и протезостроения, доктор медицинских наук (1947), лауреат Государственной премии СССР (1970).

## Биография
Родился в 1899 г. Член КПСС с 1948 г.
Окончил Второй МГУ (1925).
Занимался врачебной и научной деятельностью в клиниках Москвы. В 1936 г. защитил кандидатскую диссертацию, с 1947 г. доктор медицинских наук, с 1949 г. профессор.
С 1951 по 1973 г. директор ЦНИИ протезирования и протезостроения.
Лауреат Государственной премии СССР (1970, в составе коллектива) — за создание протеза предплечья с биоэлектрическим управлением.
Редактор книг:
- Протезирование и протезостроение [Текст] / [гл. ред. Б. П. Попов]; Центральный НИИ протезирования и протезостроения. — Москва : [б. и.], 1961 — .Вып. V (IX). — 1961. — 178 с. —).
- Протезирование и протезостроение [Текст] / [гл. ред. Б. П. Попов]; Центральный НИИ протезирования и протезостроения. — Москва : [б. и.], 1962 — .Вып. VI (X). — 1962. — 199 с. —).
- Протезирование и протезостроение [Текст] / [гл. ред. Б. П. Попов]; Центральный НИИ протезирования и протезостроения. — Москва : [б. и.], 1962 — .Вып. VII (XI). — 1962. — 162 с. —).
- Протезирование и протезостроение [Текст] / [гл. ред. Б. П. Попов]; Центральный НИИ протезирования и протезостроения. — Москва : [б. и.], 1963 — . Вып. VIII (XII). — 1963. — 120 с. —). -
- Протезирование и протезостроение [Текст] / [гл. ред. Б. П. Попов]; Центральный НИИ протезирования и протезостроения. — Москва : [б. и.], 1964 — .Вып. X (XIV). — 1964. — 174 с. —).
- Протезирование и протезостроение [Текст] / [гл. ред. Б. П. Попов]; Центральный НИИ протезирования и протезостроения. — Москва : [б. и.], 1965 — .Вып. XV. — 1965. — 170 с. —).
- Протезирование и протезостроение [Текст] / [гл. ред. Б. П. Попов]; Центральный НИИ протезирования и протезостроения. — Москва : [б. и.], 1965 — .Вып. XVI. — 1965. — 156 с. —).
- Протезирование и протезостроение [Текст] / [гл. ред. Б. П. Попов]; Центральный НИИ протезирования и протезостроения. — Москва : [б. и.], 1966 — .Вып. XVII. — 1966. — 141 с. —).
- Материалы симпозиума по протезированию и протезостроению : сб. науч. тр. / Центр. науч.-исследоват. ин-т протезирования и протезостроения; ред. Б. П. Попов. — М. : [б. в.], 1970. — 169 с.
- Протезирование и протезостроение : сб. науч. тр. Вып. 28 / ЦНИИ протезирования и протезостроения; ред. Б. П. Попов. — М. : [б. в.], 1972. — 116 с. : ил. — Библиогр. в конце ст.
- Протезирование и протезостроение : сб. науч. тр. Вып. 30 / ЦНИИ протезирования и протезостроения; ред. Б. П. Попов. — М. : [б. в.], 1973. — 181 с. : ил. — Библиогр. в конце ст.
- Протезирование и протезостроение : сб. науч. тр. Вып. 31 / ЦНИИ протезирования и протезостроения; ред. Б. П. Попов. — М. : [б. в.], 1973. — 191 с. : ил. — Библиогр. в конце ст.